# Władysław Ponurski
Władysław Ponurski (ur. 22 kwietnia 1891 we Lwowie, zm. 13 października 1978 w Krakowie) – prekursor polskiej lekkoatletyki, jeden z pierwszych polskich olimpijczyków, prawnik.
Władysław Ponurski urodził się we Lwowie jako drugi syn Władysława i Eugenii z Varisellów. Podczas studiów prawniczych na Uniwersytecie we Lwowie zaangażował się w zdobywającą wówczas dużą popularność w środowisku akademickim dyscyplinę sportową – lekkoatletykę.
Wraz z Józefem Kaweckim i najwszechstronniejszym z ówczesnych lekkoatletów – Tadeuszem Kucharem z powodzeniem debiutował na międzynarodowej arenie sportowej jako pierwsi Polacy. W 1912 Władysław Ponurski reprezentował barwy Austrii na Igrzyskach V Olimpiady w Sztokholmie. Był sprinterem i jednocześnie pierwszym Polakiem, który wystartował w zawodach tej rangi. Odpadł w eliminacjach biegów na 200 metrów (czas 23,00 sek.) i 400 metrów (czas 53,25 sek.).
Ponurski był pierwszym oficjalnym rekordzistą Polski w biegu na 200 metrów (22,8 – 13 października 1912, Lwów), biegu na 400 metrów (53,0 – 31 maja 1914, Lwów) oraz w sztafecie 4 x 400 metrów (3:44,9 – 22 września 1912, Lwów)
Po wojnie przeniósł się wraz z żoną i córkami do Krakowa, gdzie też w 1978 roku zmarł. Pochowany w Myślenicach. Był działaczem sportowym Pogoni Lwów i sekretarzem Krakowskiego Okręgowego Związku Lekkiej Atletyki.